# Witaj

Überblick über sorbische Bildungseinrichtungen und Einrichtungen mit Sorbisch-Angebot in der Lausitz

Witaj (sorbisch für Willkommen) ist ein Projekt, das sich für die zweisprachige sorbisch-deutsche Betreuung und Ausbildung an Kindergärten und Schulen in der Lausitz und damit für die Verbreitung und Förderung des Sorbischen einsetzt. Es wird vom in Bautzen und Cottbus ansässigen und der Domowina unterstellten Witaj-Sprachzentrum koordiniert.

## Geschichte
Die erste Witaj-Gruppe wurde am 1. März 1998 im Cottbuser Stadtteil Sielow mit zwölf Kindern gestartet. Die Idee der zweisprachigen Früherziehung bei Kindern wurde schon in Kanada und von vielen kleineren Völkern Europas (z. B. den Bretonen mit den Diwan-Schulen) erfolgreich umgesetzt. Die Kinder werden per Immersion an die sorbische Sprache herangeführt; sie sollen die sorbische Sprache wie das Deutsche beherrschen und nach dem Kindergarten in Witaj-Klassen gehen. Die ersten Kinder aus dem Witaj-Modell besuchen seit 2006 das Niedersorbische Gymnasium in Cottbus und haben seitdem auch weiterhin speziellen Witaj-Unterricht. Grundschulen, die sich dem Projekt angeschlossen haben, und Schulen, die einen Sorbischschwerpunkt besitzen, lehren meistens die Fächer Mathematik, Sachkunde (auch Regionalgeschichte) und Musik/Kunst/Sport in sorbischer Sprache.

## Heutige Situation
Heute existieren neben etwa zehn sorbischen Kindergärten, die oft in kirchlicher Hand sind und von etwa 600 Kindern besucht werden, fünf Witaj-Kindergärten.
- Witaj-Kindergarten „Mato Rizo“ in Cottbus-Sielow (Brandenburg) – 55 Kinder
- Witaj-Kindergarten „Villa Kunterbunt“ in Cottbus (Brandenburg) – 68 Kinder
- Witaj-Kindergarten „Milenka“ in Rohne (Sachsen) – 35 Kinder
- Witaj-Kindergarten „Pumpot“ in Dörgenhausen (Sachsen) – 26 Kinder
- Witaj-Kindergarten in Malschwitz (Sachsen) – 39 Kinder

Dem Beispiel der Witaj-Kindergärten folgend, wurden überdies in elf sächsischen und sieben brandenburgischen Kindertagesstätten (Stand 2009) einzelne Witaj-Gruppen eingerichtet.
Weiterhin gibt es sorbische Kindergärten, die u. a. das Witaj-Projekt anbieten:
- Sorbische Kindertagesstätte Crostwitz (Sachsen) – 131 Kinder
- Sorbische Kindertagesstätte Ralbitz (Sachsen) – 118 Kinder
- Sorbische Kindertagesstätte Ostro (Sachsen) – 30 Kinder